# Sam Hutchinson
Sam Hutchinson (* 3. srpna 1989) je anglický fotbalový obránce, hrající v současnosti za anglický klub Sheffield Wednesday FC. Hutchinson je odchovancem Chelsea a hraje na pozici pravého obránce a hlavně stopera.
Hutchinson také hrával za anglickou reprezentaci do 18 a 19 let.